# Tea Party-bevægelsen
Tea Party-bevægelsen er navnet på en amerikansk konservativ lobby-/græsrodsbevægelse, der opstod i 2009 i protest mod kongressens bevilling af hjælpepakker til afhjælpning af finanskrisen. Navnet er valgt efter Boston Tea Party, hvor Bostonborgere i 1773 protesterede mod at blive pålagt skat/told uden selv at være repræsenteret i London.
Bevægelsen agiterer for mindskning af statsbudget og skatter, og er i særdeleshed modstandere af, at regeringen bruger penge på finanskrise-afhjælpningspakker.

og Barack Obamas sundhedsreform.
Tea Party-bevægelsen har hverken en formel leder eller en organisation, men er løst baseret på mange små foreninger. I flere byer er der konkurrerende Tea Party-foreninger. Den første uge i februar 2010 blev The National Tea Party Convention afholdt i Nashville med Sarah Palin som hovedtaler. Den blev boykottet af nogle af Tea Party-foreningerne, som var bange for at republikanerne ville prøve at overtage bevægelsen, eller at den skulle blive organserieret.
Bevægelsen tiltrækker højre-republikanere. Under et specialvalg i et kongresdistrikt i New York i november 2009 trak den moderate, republikanske kandidat sig tre dage før valget og støttede demokratenes kandidat, mens det store flertal af de konservative republikanere, som Mike Huckabee, Sarah Palin, Michael Steele, Fred Thompson, Sean Hannity og Rush Limbaugh støttede Det konservative parti New Yorks kandidat Doug Hoffmann. Den demokratiske kandidat Bill Owens fik 48,3 % af stemmerne mod Hoffmanns 46 %.
Den republikanske senator Scott Browns valgsejr i Massachusetts blev også tilskrevet Tea Party-bevægelsen. En anden sejr som tilskrives Tea Party-bevægelsen kom 8. maj 2010, da den republikanske senator Bob Bennett blev nægtet at opstille til valg for en fjerde periode. Bennett stemte for finansredningspakken til George W. Bush.

## Målinger og Undersøgelser
En meningsmåling gennemført af New York Times og CBS i april 2010 viste at 18 % af amerikanerne identificerede sig med Tea party-bevægelsen. Disse beskrev sig som mere konservative end den sædvanlige republikaner, og mente at Barack Obama var meget liberal. Ni ud af ti brød sig ikke om Obamas bedrifter, og var i særdeleshed utilfredse med sygesikringsreformen, administrationens pengeforbrug og en følelse af ikke at blive hørt i hovedstaden. Undersøgelsen viste også, at de fleste af Tea Party-personerne mente at finanskrisen og recessionen hverken skyldtes USAs kongres, Wall Street eller George W. Bush, som amerikanerne ellers mente. Tea Party-støtterne er, ifølge en undersøgelse, højere uddannede og tjener mere end gennemsnittet.

## Reaktioner

### Fra det republikanske parti
Republican Governors Association (Foreningen for republikanske guvernører) lancerede i april 2010 kampagnen "Remember November", som spillede på folks utilfredshed med Obama-regeringen og hentede inspiration fra Guy Fawkes – manden som i 1605 forsøgte at sprænge Storbritanniens parlament i protest mod undertrykkelsen af katolikkerne. Denne historie blev gjort populær af tilhængere af præsidentkandidaten Ron Paul før republikanernes primærvalg i 2008.

### Coffee party
Som en protest mod Tea Party-bevægelsen deltog flere i såkaldte Coffee Party-møder, hvor de fortalte hvor kede de var af republikanerne og Tea Partyerne.

## Kandidater Tea Party-bevægelsen støtter i valgene i 2010
- Marco Rubio, fik Floridas siddende guvernør Charlie Crist til at trække sig fra republikanernes primærvalg i kampen om en plads i USA's senat. Se Floridas valg til USAs senat 2010.
- J. D. Hayworth, stiller op mod Arizonas siddende senator John McCain i republikanernes primærvalg om en plads i USA's senat.
- Rand Paul, opstiller mod Kentuckys statssekretær Trey Grayson i republikanernes primærvalg om et sæde i USA's senat.
- Debra Medina, var kandidat til republikanernes primærvalg i Texas, og kom på tredjepladsen med 18,6 % af stemmerne.